# Noo Saro-Wiwa
Noo Saro-Wiwa née en 1976 à Port Harcourt, au Nigéria est une autrice britannique et nigérienne, connue pour ses écrits de voyage. 

## Biographie
Noo Saro-Wiwa est née à Port Harcourt, au Nigéria. En 1977, sa mère s'installe en Angleterre à Ewell, dans le Surrey afin que les enfants aient davantage d'opportunités. Son père Ken Saro-Wiwa militant écologiste reste vivre au Nigéria. La famille retourne tous les étés à Port Harcourt, jusqu'en 1995, année où son père est assassiné. Elle fréquente la Roedean School, le King's College de Londres et l'Université de Columbia, à New York. 
En 2012, elle publie son premier livre Looking for Transwonderland : Travels in Nigeria. Elle revient sur les traces de son enfance au Nigéria. Ce livre est remarqué par la critique et remporte plusieurs prix. 
En 2016, elle contribue à l'anthologie An Unreliable Guide to London, ainsi qu'à A Country of Refuge, une anthologie d'écrits sur les demandeurs d'asile. Une autre de ses histoires figure dans La Felicità Degli Uomini Semplici : anthologie en langue italienne basée sur le football.
Elle rédige des critiques de livres, des voyages, des analyses et des articles d'opinion pour The Guardian, The Independent, The Financial Times, The Times Literary Supplement, City AM, La Repubblica, Prospect et The New York Times .
En 2019, elle est élue membre de la Rockefeller Foundation Arts & Literary Arts Fellow au Bellagio Center, en Italie.
Elle contribue à l'anthologie 2019 New Daughters of Africa, éditée par Margaret Busby.

## Publications
- Transwonderland : Voyage au Nigéria, 2013.

## Distinctions
- Travel Book of the Year, Sunday Times, 2012
- meilleurs livres de voyage, Financial Times, 2012
- prix de littérature de voyage Albatros, Italie, 2016